# Schizonycha retusa
Schizonycha retusa är en skalbaggsart som beskrevs av Leonard Gyllenhaal 1817. Schizonycha retusa ingår i släktet Schizonycha och familjen Melolonthidae. Inga underarter finns listade i Catalogue of Life.